# Museum der zerbrochenen Beziehungen

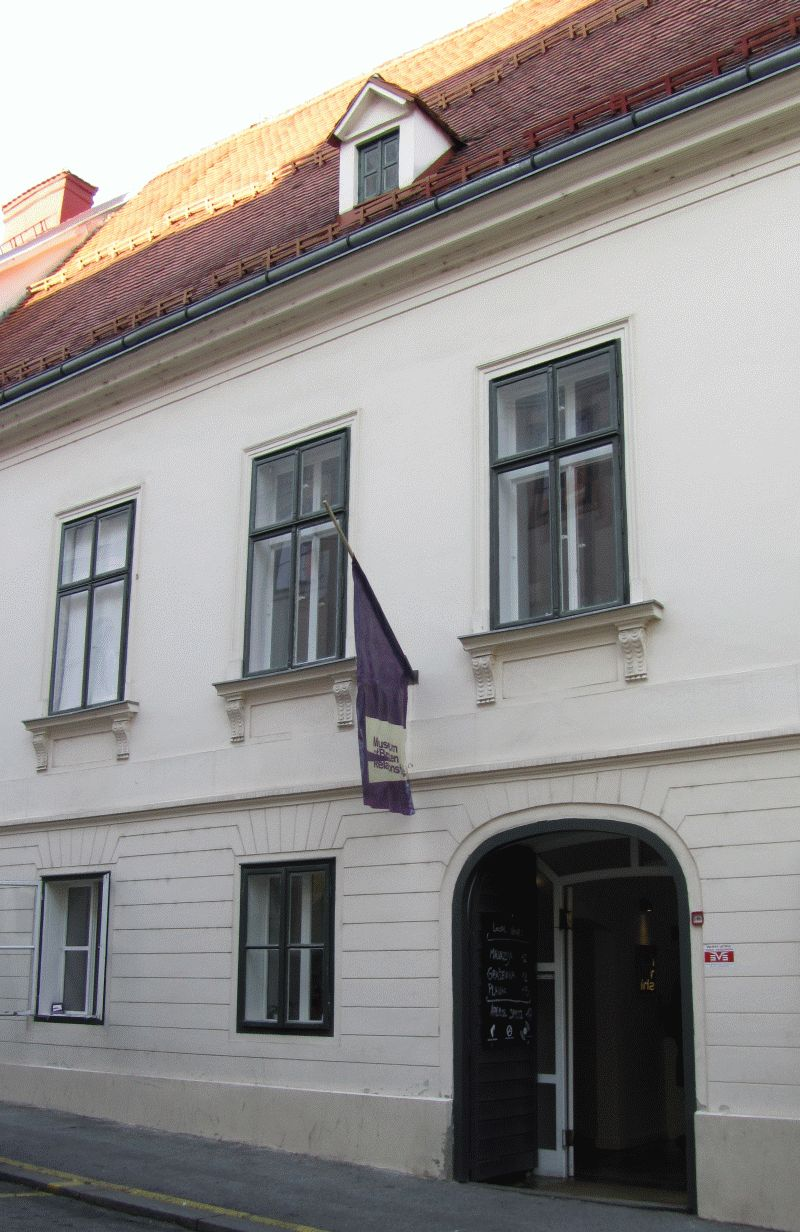
Das Museum der zerbrochenen Beziehungen in Zagreb

Das Museum der zerbrochenen Beziehungen (kroatisch Muzej Prekinutih Veza, englisch Museum of Broken Relationships) in der kroatischen Hauptstadt Zagreb zeigt Zeugnisse schmerzvoller Trennungen und Relikte verlorener Lieben. Es wurde 2011 mit einem Sonderpreis zur Auszeichnung „Europäisches Museum des Jahres“ gewürdigt.

## Entstehung
Nachdem sich Olinka Vištica und ihr damaliger Partner Dražen Grubišić getrennt hatten, fiel es beiden sehr schwer, das Ende ihrer Liebe und die darauf folgende Trennung zu akzeptieren, solange beide noch umgeben waren von Erinnerungen und Andenken aus gemeinsamen, fröhlicheren Zeiten. So kam es zum Entschluss, den Relikten aus diesen Tagen einen besonderen Ort zu geben, an dem sie sicher aufbewahrt werden und wo sie nicht mehr durch die ständige Erinnerung den nun anderweitig gestalteten Alltag stören. Nachdem die Sammlung seit August 2007 mehrere Jahre als Wanderausstellung weltweit von Ort zu Ort transportiert wurde, ist sie seit November 2010 dauerhaft in Zagreb untergebracht und kann dort täglich besichtigt werden. Bisher konnte die Ausstellung in Kroatien, Serbien, Mazedonien, Bosnien und Herzegowina, Deutschland, USA und in Südafrika besichtigt werden. Eine temporäre Präsentation an zusätzlichen Orten wird auf Anfrage weiterhin organisiert.

## Exponate
Beide sammelten nunmehr Objekte, die anderen Menschen ebenso zum ungeliebten Überbleibsel aus einer gescheiterten Beziehung wurden. Die unterschiedlichsten Gegenstände; teilweise skurril, oft plakativ und tragikomisch, stehen nun sinnbildlich als Symbol für eine zerbrochene Beziehung. Jeder kann mit seinem Exponat zur Ausstellung beitragen.
Sie geben einen Blick auf viele unerfüllte Hoffnungen frei, auf falsch verstandene Gunstbeweise und schließlich auch auf Zeugnisse schmerzhafter Trennungen: so wird eine „Ex-Axt“ präsentiert, deren Bestimmung es wurde, die Möbel einer früheren Partnerin zu zerteilen. Aus allen Teilen der Welt haben Menschen ihre Andenken dem Museum übereignet. Ein Slip, den man verspeisen konnte, kommt aus der Schweiz, Latex-Brüste zum Umschnallen aus Serbien, eine elektrische Kochplatte aus Ägypten, Plüsch-Bilderrahmen aus Kroatien. Die feinfühligen Erklärungstexte in englischer und kroatischer Sprache bringen dem Betrachter nahe, welche Geschichte zu jedem Exponat gehört – mal offensichtlich, mal verklausuliert.

## Auszeichnungen
Als Abschluss der Jahrestagung des Europäischen Museumsforums in Bremerhaven wurden am 21. Mai 2011 die undotierten Auszeichnungen zum „Europäischen Museum des Jahres“ verliehen. Aus den 34 Museen aus 15 Ländern wurde das Museum der zerbrochenen Beziehungen für einen Sonderpreis ausgewählt.  Der Kenneth Hudson Award getaufte Preis wird zum Gedenken an den Gründer des European Museum of the Year Award an jenes Museum, Vorhaben oder an eine Gruppe von Menschen vergeben, welche die ungewöhnlichste, kühnste und vielleicht umstrittenste Leistung zugunsten einer gemeinsamen Sichtweise auf die Rolle der Museen in der Gesellschaft gezeigt hat und dies im Geiste von Kenneth Hudson vorantreibt.